# Militarisme japonais

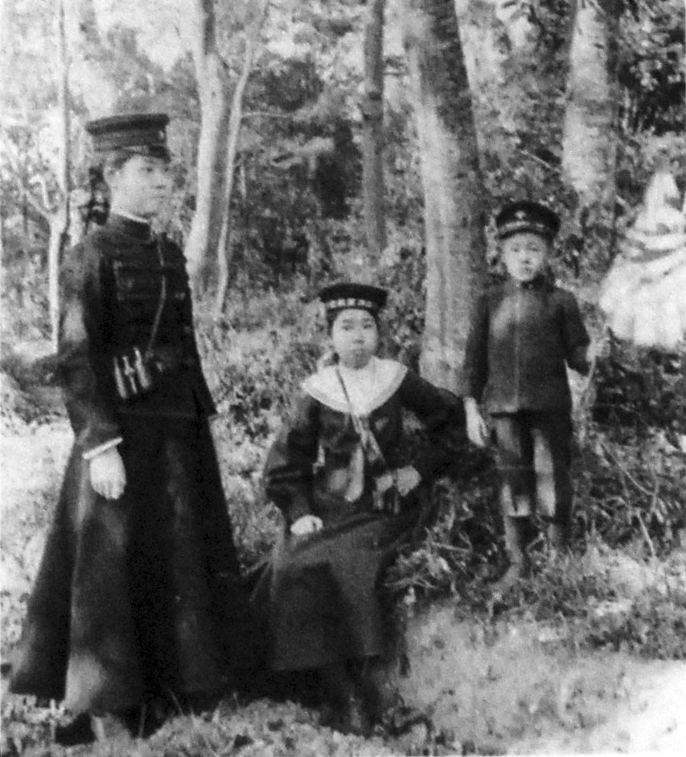
Les princesses de sang impérial Masako et Fusako posant en uniforme de marine ; elles sont membres de la dynastie impériale japonaise, apparentées à l'empereur Hirohito.

Kyokujitsu-ki, le drapeau au "soleil rayonnant" était l'insigne de l'amirauté japonaise sous l'ère Meiji ; sa présence dans le Pacifique l'a assimilé à l'empire du Japon pour ses opposants ; il est encore aujourd'hui employé sur les bâtiments de la Force maritime d'autodéfense japonaise.

Le militarisme japonais (日本軍國主義 ou 日本軍国主義, Nihon gunkoku shugi) fait référence à l'idéologie de l'empire du Japon qui voulait que le militarisme domine la vie politique et sociale de la nation, et que la puissance de l'Empire dépende de celle de l'armée.

## Militarisme japonais

### Montée du militarisme
Les militaires avaient beaucoup d'influence sur la société japonaise durant la restauration de Meiji. Presque tous les dirigeants au cours de l'ère Meiji (que ce soit dans l'armée, la politique ou les affaires) étaient des ex-samouraïs ou des descendants de samouraïs, ils partageaient un ensemble de valeurs et de perspectives. Le récent gouvernement de Meiji considérait que le Japon était menacé par l'impérialisme occidental, et une des principales motivations de la politique du Fukoku kyōhei ("Enrichir le pays, renforcer l'armée") était la volonté de consolider les bases économiques et industrielles du Japon, de sorte qu'une armée forte puisse être établie pour défendre le Japon contre les puissances étrangères.
Les enjeux nationaux de cette époque réclamaient également une armée forte. Le premier gouvernement de Meiji était menacé par des révoltes internes, telles que la rébellion de Saga ou la rébellion de Satsuma, et de nombreux autres soulèvements ruraux.
La mise en place de la conscription militaire universelle, introduite par Aritomo Yamagata en 1873, avec la proclamation du Rescrit impérial aux soldats et aux marins de 1882 a permis aux militaires d'endoctriner des milliers d'hommes de divers milieux sociaux avec les valeurs militaro-patriotiques et le concept de la fidélité inconditionnelle à l'empereur qui était la base de l'État japonais (kokutai). Yamagata, comme beaucoup de Japonais, était fortement influencé par le succès récent de la Prusse qui s'était transformée d'un État agricole en une importante puissance industrielle et militaire moderne. Il accepta les idées politiques prussiennes, ce qui favorisa l'expansion militaire à l'étranger et la mise en place d'un gouvernement autoritaire à l'intérieur des frontières. Le modèle prussien a également dévalué la notion de contrôle civil sur l'armée indépendante, ce qui signifie qu'au Japon, comme en Allemagne, l'armée pouvait se développer en État dans l'État, exerçant une plus grande influence sur la politique en général.
Après la victoire allemande au cours de la guerre franco-prussienne, l'académie militaire et l'état-major japonais ont prêté une grande attention aux vues du commandant Jacob Meckel (Oyatoi gaikokujin) sur les différences entre les modèles militaires allemands et français. En réponse à une demande japonaise, le chef de l'état-major prussien Helmuth von Moltke envoya Meckel. Au Japon, Meckel a travaillé étroitement avec les futurs premiers ministres Tarō Katsura et Aritomo Yamagata, et avec le stratège militaire Kawakami Sōroku. Meckel a fait de nombreuses recommandations qui ont été mises en application, y compris la réorganisation de la structure de commandement de l'armée en divisions et régiments, augmentant ainsi la mobilité, le renforcement de la structure de logistique et de transport de l'armée, avec les principales bases de l'armée reliées par des chemins de fer, établissant une artillerie et des régiments de génie indépendantes, et mettant à jour le système de conscription universelle pour supprimer pratiquement toutes les exceptions. Un buste de Meckel fut placé devant l'école de l'État-Major japonais de 1909 à 1945.
Bien que sa période au Japon (1885-1888) ait été relativement courte, Meckel eut un impact énorme sur le développement de l'armée japonaise. Il est crédité pour avoir présenté les théories militaires de Clausewitz et le concept prussien des jeux de guerre (kriegspiel) pour affiner la tactique. Par la formation d'une soixantaine des plus hauts gradés japonais de l'époque en tactique, stratégie et organisation, il a été en mesure de remplacer les influences antérieures des conseillers français par ses propres philosophies. Meckel a particulièrement renforcé l'idéal de Hermann Roesler de la soumission à l'empereur en enseignant à ses élèves que le succès militaire prussien était une conséquence de la fidélité de la classe dirigeante à leur souverain, comme expressément codifié dans les articles XI-XIII de la constitution Meiji.
La montée des partis politiques vers la fin de la période Meiji s'est ajoutée à la montée des sociétés patriotes secrètes ou semi-secrètes, telles que la Genyōsha (1881) et la Kokuryukai (1901), qui ont associé des activités politiques avec des activités paramilitaires et de renseignement militaire, et ont soutenu l’expansionnisme outre-mer comme solution aux problèmes intérieurs du Japon.
Avec une politique extérieure plus agressive, et une victoire sur la Chine pendant la première guerre sino-japonaise et sur la Russie avec la guerre russo-japonaise, le Japon a rejoint le rang des puissances impérialistes. La nécessité d'une armée forte pour sécuriser le nouvel empire d'outre-mer du Japon a été renforcé par le sentiment que seule une armée puissante pourra faire gagner le respect des nations occidentales, et ainsi la révision des traités inégaux.

### Facteurs économiques
Durant le XIXe siècle, le statut de grande puissance était réservé aux empires coloniaux riches en ressources, qui disposaient de matières premières abondantes pour la production industrielle militaire, et pour le prestige international.
En raison du manque de ressources de l'archipel japonais, des matières premières telles que le fer, le pétrole, et le charbon devaient être en grande partie importées. En s'emparant de Taïwan (1895) et de la Corée (1910), le Japon s'était constitué des colonies agricoles. En termes de ressources, les militaires japonais regardaient vers la Mandchourie pour le fer et le charbon, l'Indochine pour le caoutchouc, et la Chine pour ses importantes ressources.

### Indépendance de l'armée
Un facteur important de la montée du militarisme était l'absence de contrôle civil dont jouissait les forces armées japonaises. En 1878, l'armée impériale japonaise fonda l'état-major de l'armée, modelé d'après l'état-major prussien. Ce bureau était indépendant, et égal (et plus tard supérieur) au Ministère de la Guerre en termes d'autorité. La Marine impériale japonaise a bientôt suivi et fonda l'état-major de la Marine. Ces bureaux étaient responsables de la planification et de l'exécution des opérations militaires, et relevaient directement de l'empereur. Comme les chefs d'état-major n'étaient pas des ministres du gouvernement, ils ne faisaient aucun rapport au premier ministre du Japon, et étaient ainsi complètement indépendant de toute supervision civile.
L'armée et la Marine divisées en Gunbatsu (軍閥, Factions militaires) avaient également le dernier mot sur la formation (et la survie) de tout gouvernement civil. Puisque la loi stipulait que les postes du ministre de l'armée et celui du ministre de la Marine devaient être exercés par des officiers en service actif nommés d'après leurs états de services respectifs, et puisque la loi stipulait qu'un premier ministre devait démissionner s'il ne pouvait pas pourvoir tous ses ministères, l'armée et la Marine avait le dernier mot sur la formation d'un gouvernement, et pouvait renverser ce-dernier à tout moment en retirant leur ministre et en refusant de nommer un successeur. Cette tactique ne fut utilisée qu'une seule fois (ironiquement pour empêcher un général de l'armée, Kazushige Ugaki, de devenir premier ministre en 1937), et la menace était toujours là lorsque les militaires faisaient des demandes aux responsables civils.

### Montée de l'ultranationalisme
Au cours de l'ère Taishō, le Japon a connu une courte période de démocratie (la soi-disant « démocratie Taisho »), et plusieurs tentatives diplomatiques ont été faites pour encourager la paix, telle que le traité de Washington de 1922 et la participation à la Société des Nations. Cependant, au début de l'ère Shōwa, l'effondrement de l'économie mondiale avec la Grande Dépression de 1929, ajouté à l'imposition de barrières douanières avec les nations occidentales et à un radicalisme croissant dans la politique japonaise comprenant des événements intérieurs violents (une tentative d'assassinat sur l'empereur en 1932 et un certain nombre de coups d'État des sociétés secrètes ultranationalistes), a mené à une réapparition du patriotisme jingoïste, un affaiblissement des forces démocratiques et une croyance que les militaires pourraient résoudre toutes les menaces intérieures et étrangères. L'éducation patriotique a également renforcé le Hakkō ichiu, la mission divine de rassembler l'Asie sous la domination japonaise.
Ceux qui ont continué à résister à la « solution militaire » - comprenant des nationalistes avec un patriotisme incontestable, tel que les généraux Jōtarō Watanabe et Tetsuzan Nagata et l'ex-ministre des Affaires étrangères Kijūrō Shidehara - ont été chassés du gouvernement ou d'un rôle actif dans le gouvernement. Un tournant est survenu avec la ratification du Traité naval de Londres en 1930. Le premier ministre Osachi Hamaguchi et son parti Minseito étaient d'accord sur un traité qui limiterait sévèrement la puissance navale du Japon. Les militaires se sont fortement opposés à ce traité, ont déclaré qu'il mettait en danger la défense nationale et avait été imposé au Japon par les États-Unis hostiles, ils furent représentés par le parti politique d'opposition Rikken Seiyūkai, ce qui a favorisé la montée d'un fort sentiment anti-étranger.
Le système du multipartisme japonais fut finalement supprimé après l'incident du 15 mai en 1932, lorsqu'un groupe d'officiers navals et des cadets de l'armée ont assassiné le premier ministre Tsuyoshi Inukai. Bien que les assassins aient été jugés et condamnés à quinze ans d'emprisonnement, ils étaient, pour l'imagerie populaire, l'expression du patriotisme et le climat politique devint tel que l'armée put agir sans aucune contrainte.

### Montée de l'aventurisme militaire
Le Japon était impliqué sur le continent asiatique avec la première guerre sino-japonaise, la révolte des boxers, la guerre russo-japonaise, la Première Guerre mondiale et l'intervention en Sibérie. Pendant le mandat du premier ministre Giichi Tanaka de 1927 à 1929, le Japon a envoyé par trois fois des troupes en Chine pour faire obstacle à la campagne d'unification de Tchang Kaï-chek. En juin 1928, des officiers partisans de l'aventurisme de l'armée du Guandong ont lancé des initiatives sans autorisation pour protéger les intérêts japonais en Mandchourie, comprenant l'assassinat d'un ancien allié, le seigneur de guerre Zhang Zuolin, avec l'espoir de provoquer un conflit général.
L'incident de Mukden de septembre 1931 a réussi, et a préparé le terrain pour le changement militaire japonais dans toute la Mandchourie. Des conspirateurs de l'armée du Guandong ont fait sauter quelques mètres de voie ferrée près de Moukden, ils ont ensuite accusé les Chinois d'être les saboteurs, et cela leur a servi de prétexte pour envahir et s'emparer de ce vaste territoire.
À Tokyo, un mois plus tard, lors de l'incident des couleurs impériales, des personnalités de l'armée ont échoué à établir une dictature militaire, mais ils n'ont pas été punis.
En janvier 1932, les forces japonaises ont attaqué Shanghaï pendant la guerre de Shanghai, provoquant une guerre de trois mois sans déclaration avant qu'une trêve soit conclue. Le gouvernement civil de Tokyo était impuissant pour empêcher ces aventures militaires, et au lieu de les condamner, les actions de l'armée du Guandong avaient un appui populaire considérable.
Les successeurs d'Inukai, des militaires choisis par Kinmochi Saionji, le dernier genrō, ont reconnu le Mandchoukouo et approuvaient généralement les actions de l'armée qui faisait de la Mandchourie une base industrielle, une zone d'émigration japonaise, et un territoire stratégique pour une guerre avec l'Union soviétique. Diverses factions de l'armée ont soutenu le pouvoir avec la suppression croissante de la dissidence et quelques assassinats. Lors de l'incident du 26-Février de 1936, la première division d'infanterie d'élite de l'armée a tenté un coup d'état pour renverser le gouvernement civil. La rébellion a été écrasée par d'autres unités militaires, et ses chefs ont été exécutés à l'issue de procès secrets. En dépit de la consternation publique de ces événements et du doute qu'ils ont apporté à de nombreuses figures militaires, le gouvernement civil du Japon a capitulé aux demandes de l'armée dans l'espoir d'en finir avec la violence à l'intérieur du pays. Il y eut augmentation des budgets de la défense, de la construction navale (le Japon a annoncé qu'il n'adhérerait plus aux traités de désarmement), et de l'endoctrinement patriotique pendant que le Japon se dirigeait vers une courte période de paix.
En novembre 1936, le Pacte anti-Komintern, un accord d'échange d'information et de collaboration pour lutter contre les communistes, fut signé entre le Japon et l'Allemagne (l'Italie y a adhéré un an plus tard). La guerre a commencé avec la Chine avec l'incident du pont Marco Polo du 7 juillet 1937 pendant lequel un désaccord près de Pékin entre les troupes chinoises et japonaises a rapidement dégénéré en guerre à grande échelle (deuxième guerre sino-japonaise), suivi de la guerre soviéto-japonaise et de la guerre du Pacifique.
En dépit de la longue tradition d'indépendance des militaires vis-à-vis du gouvernement civil, leurs efforts à provoquer des coups d'état pour renverser le gouvernement civil, et leur force au Japon avec la guerre, leur insubordination et leur aventurisme militaire, les militaires ne pouvaient finalement pas installer une dictature militaire au Japon.
Sous le premier ministre Fumimaro Konoe, le gouvernement japonais a été rationalisé pour remplir des conditions en temps de guerre et en vertu de la loi sur la mobilisation nationale, il avait tout pouvoir sur les biens de la nation. En 1940, tous les partis politiques ont reçu l'ordre de se dissoudre avec l'Association de soutien à l'autorité impériale, formant un État à parti unique basé sur des valeurs totalitaires. Néanmoins, il y avait beaucoup d'opposition chez les bureaucrates du gouvernement, et lors de l'élection générale de 1942 de la Diète du Japon, les militaires ne pouvaient pas encore éliminer les derniers vestiges de la politique à partis multiples. C'était partiellement dû au fait que l'armée elle-même n'était pas une structure monolithique, mais était déchirée en interne et chacun disposait de ses propres factions politiques. Même en temps de guerre, le premier ministre japonais, Hideki Tōjō, avait du mal à contrôler des portions de sa propre armée.
Les possessions d'outre-mer du Japon, considérablement agrandies avec les succès du début de la guerre du Pacifique, ont été réunies dans la Sphère de coprospérité de la grande Asie orientale, qui déclarait vouloir unir l'Asie politiquement et économiquement sous la direction des Japonais et contre la domination occidentale.

### Opposition au militarisme
En dépit du consensus national monolithique apparent sur les politiques agressives officielles poursuivies par le gouvernement impérial dans la première partie de l'ère Shōwa, une certaine opposition politique existait. Quelques exemples notables incluent :
- Takashi Hara, un penseur libéral du Rikken Seiyūkai, est devenu premier ministre en 1918 avec le cri de ralliement « le militarisme est mort. » Trois ans plus tard, cependant, Hara fut assassiné.

- Kijūrō Shidehara a suivi une politique non-interventionniste en Chine, essayant de stabiliser ses relations avec la Grande-Bretagne et les États-Unis. Le terme « diplomatie de Shidehara » était utilisé pour décrire la politique extérieure libérale du Japon pendant les années 1920, et a été attaqué par les militaires qui croyaient qu'elle affaiblissait le pays.

- Le baron Takuma Dan, directeur de banque Mitsui, était un opposant important aux interventions d'outre-mer du Japon et était connu pour ses positions pro-américaines. Il fut assassiné le 5 mars 1932 lors de l'incident de la Ligue du sang.

- Tatsukichi Minobe, un professeur respecté de l'université impériale de Tokyo a déclaré en 1935 que l'empereur était une partie de la structure constitutionnelle du Japon plutôt qu'une puissance sacrée au-delà de l'État lui-même. Son interprétation constitutionnelle était acceptée par les bureaucrates jusqu'aux années 1930 où ces idées, de plus en plus militantes, ont mené aux attaques contre Minobe à la Chambre des pairs et à sa démission.

- Takao Saitō, un diplômé de l'université Yale était un membre du parti Rikken Minseito. Le 2 février 1940, il fit un discours à la Diète dans lequel il remettait en cause la poursuite et la justification de la « guerre sainte » du Japon en Chine. Il fut expulsé de la Diète le 7 mars 1940 et son discours mena à la création de la ligue des membres de la diète menant la guerre sainte par Fumimaro Konoe.

- L'amiral Takeo Takagi, un adversaire de la décision du Japon à déclarer la guerre aux États-Unis, fut chargé par le ministre de la Marine Shigetarō Shimada de faire un rapport sur les défaites japonaises pendant la campagne du Pacifique de 1942. Son analyse a convaincu Takagi de la défaite inévitable du Japon. Croyant que la seule solution pour le Japon était l'élimination du gouvernement de Tōjō et d'une trêve avec les États-Unis, Takagi a commencé à préparer l'assassinat du premier ministre Hideki Tōjō avant sa destitution en juillet 1944.

- Jigorō Kanō, créateur du judo et fondateur du système éducatif japonais moderne, membre du Comité olympique du Japon, et ministre des affaires étrangères de fait du Japon était un féroce adversaire du militarisme. Craignant que son école de judo, le Kōdōkan, soit employé comme centre d'entraînement militaire, il a obtenu une promesse de l'empereur que ça n'arriverait pas. La cause de son décès est controversée et certains considèrent sa mort comme suspecte.

### Fin du militarisme japonais
En dépit des efforts pour militariser totalement la société japonaise pendant la guerre, avec des mesures telles que l'ordonnance de conscription au service national ou le mouvement national de mobilisation spirituelle, le militarisme japonais fut critiqué pendant l'occupation américaine à la suite de l'échec total de l'armée japonaise pendant la Deuxième Guerre mondiale. Après la reddition du Japon, plusieurs de ses anciens chefs militaires furent jugés pour crimes de guerre avant le tribunal de Tokyo, son gouvernement et son système éducatif furent révisés et le pacifisme fut l'un des principes principaux de la Constitution du Japon d'après-guerre.
Cependant, John W. Dower explique :
« Même les activistes pacifistes japonais qui approuvent les idéaux des chartes de Nuremberg et de Tokyo, et qui ont travaillé pour documenter et rendre les atrocités japonaises publiques, ne peuvent pas défendre la décision américaine d'acquitter l'empereur de la responsabilité de la guerre et, dans le climat de la guerre froide, de l'opinion ouvertement favorable de certains politiciens, comme le premier ministre défunt Nobusuke Kishi, vis-à-vis des criminels de guerre d'extrême-droite. »
Dower soutient également que :
« En rétrospective, indépendamment des corps d'officier militaire, la purge des militaristes allégués et des ultranationalistes qui a été menée sous l'occupation a eu un impact relativement faible sur la composition à long terme des hommes d'influence dans les secteurs public et privé. La purge a introduit au commencement du sang nouveau dans les partis politiques, mais cela fut compensé par le retour en nombre de politiciens conservateurs au début des années 50 formellement purgés au niveau national ainsi que dans la politique locale. Dans la bureaucratie, la purge était négligeable dès le début, à l'exception de la suppression provisoire de la fonction publique des centaines d'anciens fonctionnaires du ministère de l'intérieur qui avaient été étroitement impliqués dans le fonctionnement de l'appareil d'état policier. Dans le secteur économique, la purge n'était de même que légèrement perturbante, affectant moins de seize cents individus écartés parmi environ quatre cents compagnies. Partout où l'on regarde, les couloirs du pouvoir dans le Japon d'après-guerre sont remplis des hommes dont les talents avaient été déjà reconnus pendant les années de guerre, et qui ont trouvé les mêmes talents très prisés dans le « nouveau » Japon. »

## Chronologie du Japon d'avant-guerre
- 1926: Décès de l'empereur Taishō (25 décembre)
- 1927: Giichi Tanaka devient premier ministre (20 avril).
- 1928 : Hirohito, l'empereur Shōwa, devient officiellement empereur (10 novembre).
- 1929 : Osachi Hamaguchi devient premier ministre (2 juillet).
- 1930 : Hamaguchi est blessé lors d'une tentative d'assassinat (14 novembre).
- 1931 : Décès de Hamaguchi, Reijirō Wakatsuki devient premier ministre (14 avril). Début de la guerre sino-japonaise avec l'incident de Mukden (18 septembre). Tsuyoshi Inukai devient premier ministre (13 décembre) et augmente le nombre de militaires en Chine.
- 1932 : après une attaque sur des moines japonais à Shanghaï (18 janvier), les forces japonaises occupent la ville (29 janvier). Le Mandchoukouo est fondé avec Puyi pour empereur (29 février). Inukai est assassiné pendant une tentative de coup d'état et Saitō Makoto devient premier ministre (15 mai). Le Japon est censuré par la Société des Nations (7 décembre).
- 1933 : le Japon quitte la Société des Nations (27 mars).
- 1934 : Keisuke Okada devient premier ministre (8 juillet). Le Japon se retire du traité de Washington (29 décembre).
- 1936 : tentative de coup d'État, l'incident du 26-Février, écrasée par Hirohito. Kōki Hirota devient premier ministre (9 mars). Le Japon signe son premier pacte avec l'Allemagne (25 novembre) et occupe Qingdao (3 décembre). Le Mengjiang est établi en Mongolie-Intérieure.
- 1937 : Senjūrō Hayashi devient premier ministre (2 février). Le Prince Fumimaro Konoe devient premier ministre (4 juin). Incident du pont Marco Polo (7 juillet). Le Japon s'empare de Pékin (31 juillet). Destruction de l'USS Panay (PR-5) (12 décembre). Les troupes japonaises occupent Nankin (13 décembre), le massacre de Nankin commence.
- 1938 : bataille de Taierzhuang (24 mars). Canton tombe aux mains des forces japonaises (21 octobre).
- 1939 : Kiichirō Hiranuma devient premier ministre (5 janvier). Nobuyuki Abe devient premier ministre (30 août).
- 1940 : Mitsumasa Yonai devient premier ministre (16 janvier). Konoe redevient premier ministre (22 juillet). Offensive des cent régiments (Août-Septembre). Le Japon occupe l'Indochine française à la suite de la chute de Paris aux Allemands, et signe le pacte tripartite (27 septembre).
- 1941 : le général Hideki Tōjō devient premier ministre (18 octobre). Les forces navales japonaises attaquent Pearl Harbor à Hawaï (7 décembre) (voir attaque de Pearl Harbor), incitant les États-Unis à déclarer la guerre au Japon (8 décembre). Le Japon conquiert Hong Kong (25 décembre).
- 1942 : reddition de Singapour au Japon (15 février). Le Japon bombarde l'Australie (19 février). Raid de Doolittle sur Tokyo (18 avril). Bataille de la mer de corail (4-8 mai). Le Sanko sakusen est mis en application en Chine du Nord. Les forces américaines se rendent aux Philippines (8 mai). Le Japon est défait à la bataille de Midway (6 juin).
- 1943 : victoire des États-Unis à la bataille de Guadalcanal (9 février). Le Japon est défait à la bataille de Tarawa (23 novembre).
- 1944 : Tojo démissionne et Kuniaki Koiso devient premier ministre (22 juillet).
- 1945 : les bombardements américains commencent sur les grandes villes japonaises. Le Japon est défait à la bataille d'Iwo Jima (26 mars). L'amiral Kantarō Suzuki devient premier ministre (7 avril). Massacre de Manille. Le Japon est défait à la bataille d'Okinawa (21 juin). Bombardements atomiques sur Hiroshima (6 août) et Nagasaki (9 août). Le Japon se rend (2 septembre) : l'occupation alliée commence.